# Kathedrale von San Juan de los Lagos

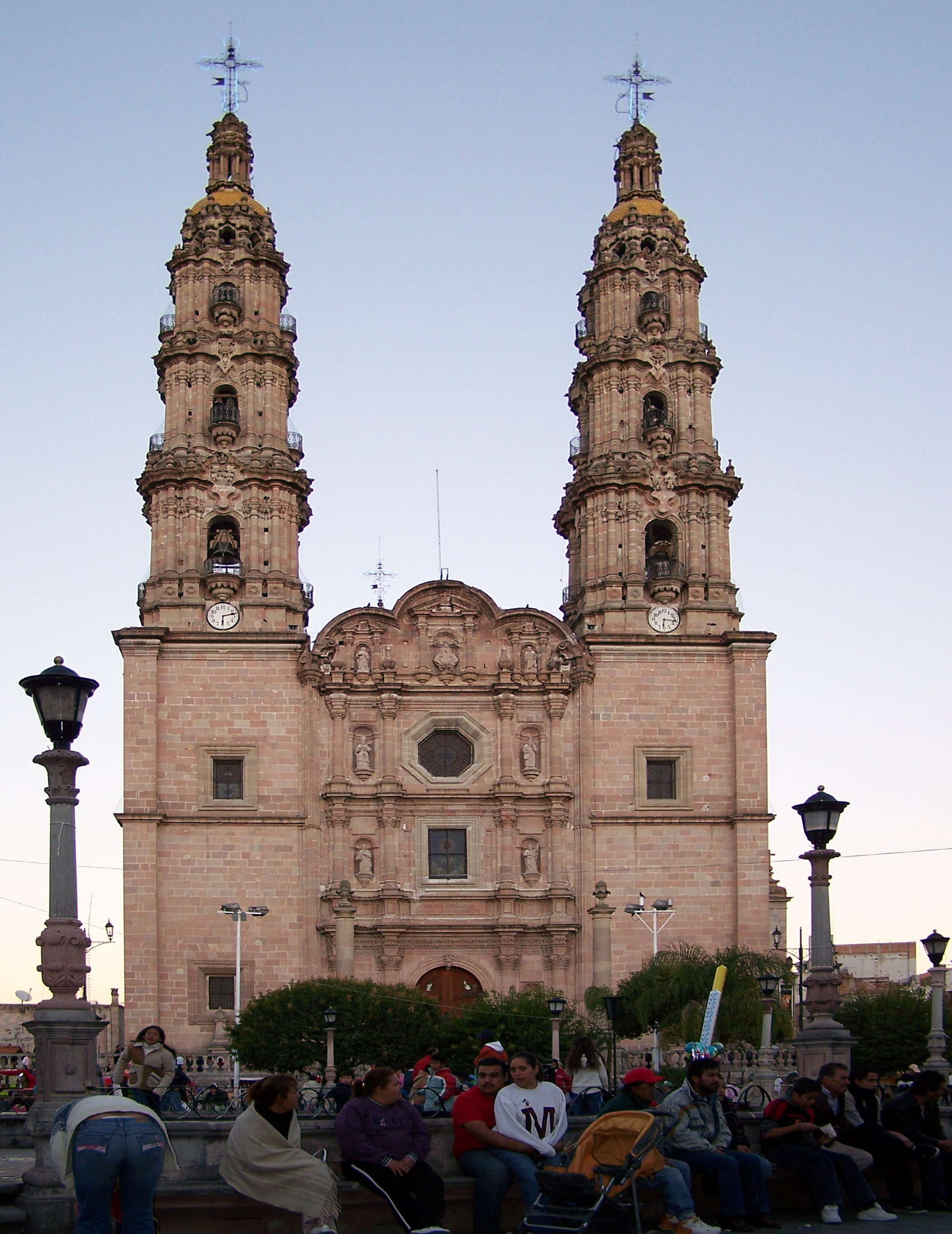
Kathedrale von San Juan de los Lagos

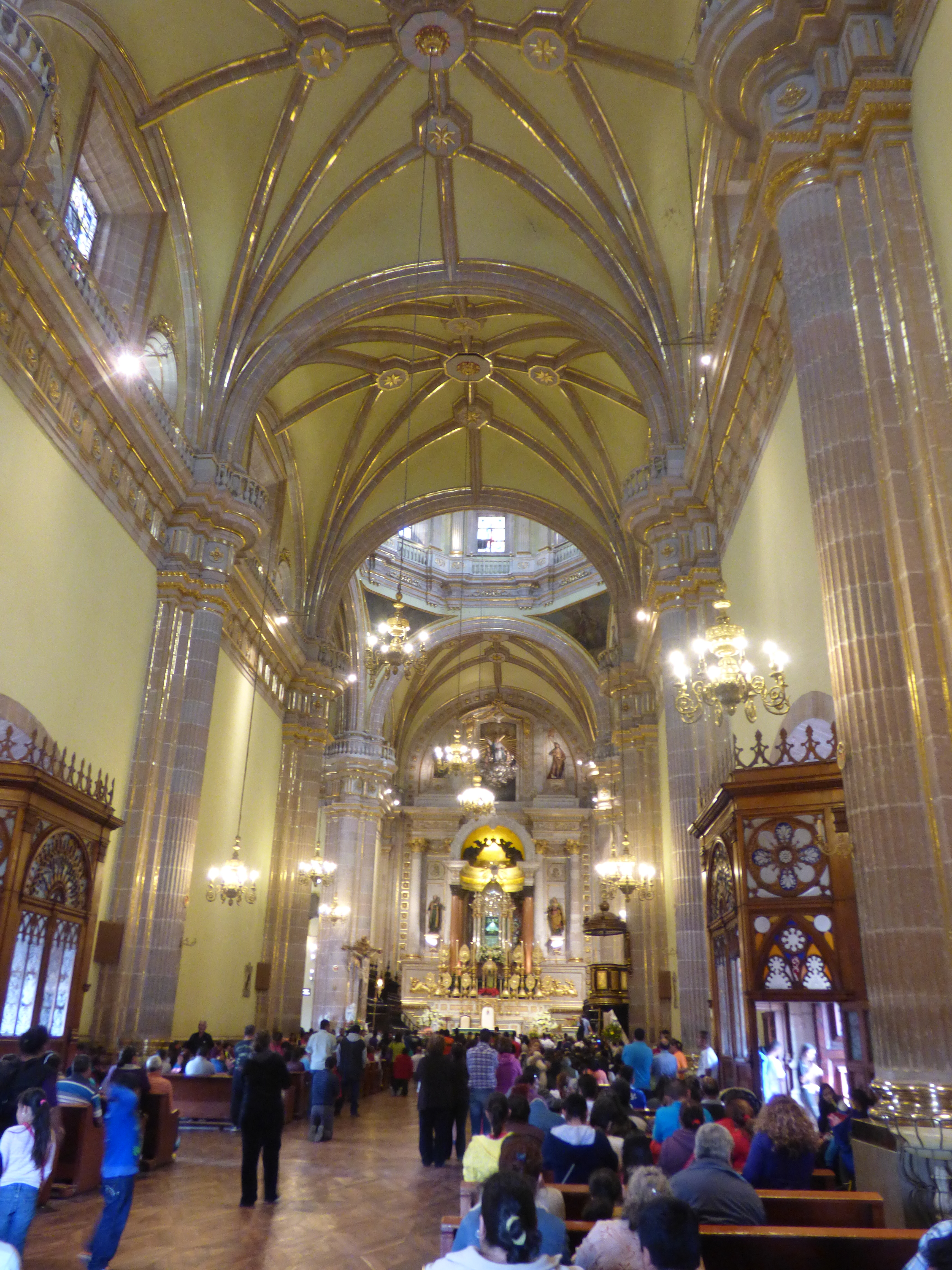
Innenraum

Die Kathedrale von San Juan de los Lagos oder die Kathedralbasilika Unserer Lieben Frau von San Juan de los Lagos (spanisch Catedral Basílica de Nuestra Señora de San Juan de los Lagos) ist eine katholische Kirche in der Stadt San Juan de los Lagos im mexikanischen Bundesstaat Jalisco. Die Kathedrale des Bistums San Juan de los Lagos ist wegen der Verehrung der „Jungfrau von San Juan de los Lagos“ bei fünf Millionen Pilgern die zweitmeistbesuchte Kirche in Mexiko nach der Basilika Unserer Lieben Frau von Guadalupe in Mexiko-Stadt.

## Geschichte
Ausgehend von einer Reanimation eines kleinen Mädchens im Jahr 1623 im Zusammenhang mit dem Marienbild wird diese 33 Zentimeter hohe Statue verehrt und soll weitere Wunder bewirkt haben. Sie stellt die Unbefleckte Empfängnis dar und wurde aus Maisrohrpaste in Pátzcuaro hergestellt.
Das erste Heiligtum wurde im Jahr 1642 von Diego de Camarena erbaut und ist heute als „Kapelle des ersten Wunders“ (Capilla del Primer Milagro) bekannt. Im Jahr 1682 vollendete Camarena den Bau des zweiten Heiligtums, welches heute die Pfarrkirche San Juan Bautista ist. In der Zeit von 1732 bis 1769 war Carlos Cervantes, Bischof von Guadalajara, für den Bau der heutigen Basilika verantwortlich, der mit dem Umzug des Marienbildes abgeschlossen wurde. Am 15. August 1904 wurde das Marienbild mit Genehmigung von Papst Pius X. durch Erzbischof José de Jesús Ortiz kanonisch gekrönt. Am 4. Dezember 1923 wurde das Heiligtum zur Stiftskirche; 1947 wurde sie durch Papst Pius XII. zur Basilica minor erhoben. Mit Schaffung des Bistums durch Papst Paul VI. erhielt sie 1972 den Rang einer Kathedrale.

## Bauwerk
Hinter einer Doppelturmfassade mit zwei 68 Meter hohen Türmen erhebt sich die neuspanisch-barocke Kirche mit einem 24 Meter hohem, gotischem Stuckgewölbe. Die von Juan Rodríguez de Estrada entworfene einschiffige Kirche hat den Grundriss eines lateinischen Kreuzes mit einer Länge von 85,5 Metern, mit den kurzen Querschiffen erreicht die Kirche eine Breite von 26 Metern. Als Baumaterial wurde Naturstein verwendet. Beleuchtet von Obergadenfenstern und durch die Vierungskuppel mit achteckigem Tambour und Laterne konzentriert sich alles auf den Hochaltar mit der gekrönten Marienstatuette.

## Ausstattung

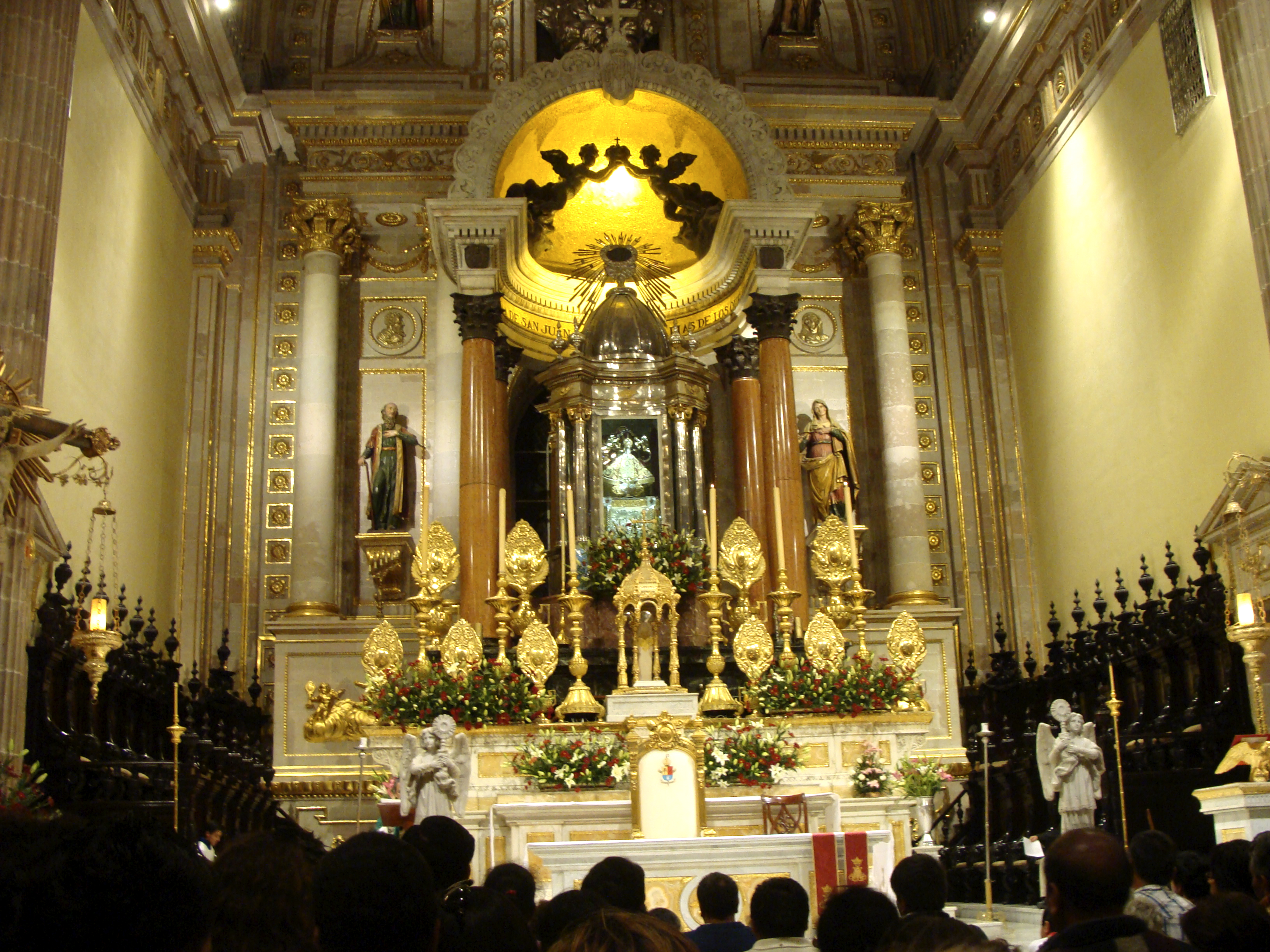
Hochaltar

In der Mitte des dominierenden Hochaltars befindet sich der große Baldachin, der aus vier Säulen aus lachsfarbenem afrikanischem Marmor besteht, die ein halbkreisförmiges Gebälk tragen, darüber ein Gewölbe, das von einem schönen Halbkreisbogen mit wellenförmigem Profil eingerahmt und mit phytomorphen Elementen verziert ist, all dies in weißem Carrara-Marmor. In der Mitte des Bogens befindet sich ein Kreuz in Form eines Schlusssteins und darunter eine Kartusche mit dem Monogramm der Jungfrau Maria. Im hervorstehenden Gesims des Gebälkes ruhen im Inneren zwei wunderschöne kleine Engel aus schwarzem Brokat, die auf Wolken stehen und in ihren Händen eine Krone halten, die in Frankreich von dem Bildhauer Frédéric-Auguste Bartholdi gegossen worden sein soll. An den Seiten des Baldachins, eingerahmt von einer rechteckigen Leiste als Hintergrund, und auf riesigen Kragsteinen stehend, befinden sich die plastischen Darstellungen des hl. Joachim auf der linken und der hl. Anna auf der rechten Seite.
Im Inneren des Baldachins befindet sich der Tabernakel, in dem das wundertätige Bild der Jungfrau von San Juan de los Lagos aufbewahrt wird, eine kreisförmige Nische, die von acht paarweise angeordneten Säulen ionischer Ordnung getragen wird. Der Tabernakel ist mit einer Perlmuttkuppel aus Silber bedeckt, die oben mit der symbolischen Figur des Heiligen Geistes abschließt, die vom Goldschmied Epitacio Garabito gefertigt wurde.